# Igraj svoju igru 3
Igraj svoju igru 3 (eng. Ocean's Thirteen) je triler Stivena Soderberga iz 2007. godine. Nastavak je filmova Igraj svoju igru iz 2001. i Igraj svoju igru 2 iz 2004. godine. Glavne uloge u filmu igraju Džordž Kluni kao Deni Oušn, Bred Pit kao Rasti Rajan, Met Dejmon kao Lajnus Kaldvel i Al Pačino kao Vili Benk. Za razliku od prethodna dva filma, u njemu se ne pojavljuju ni Ketrin Zita-Džouns ni Džulija Roberts.
Snimanje je počelo u julu 2006. u Las Vegasu i Los Anđelesu, prema scenariju koji su napisali Brajan Kopelman i Dejvid Levijen. Premijerno je prikazan na Kanskom filmskom festivalu 2007. kao film „van konkurencije”. U bioskopima u Sjedinjenim Američkim Državama izašao je 8. juna 2007, ali u nekim zemljama na Bliskom istoku prikazan je 6. juna.

## Radnja
Ruben Tiskof (Eliot Guld) je prisiljen od strane njegovog partnera Vili Benka (Al Pačino) da mu prepiše svoj deo hotela koji zajedno grade u Las Vegasu nakon što su osigurani neki važni detalji. Od tolike količine stresa Ruben doživljava srčani udar. Deni Oušn (Džordž Kluni) daje šansu Benku da popravi stvar i vrati Rubenu ono što je njegovo. Nakon što Vili odbija, Deni i njegova ekipa planiraju osvetu. Odlučuju da unište veče otvaranja hotela time što će ga sprečiti da dobije nagradu „Pet dijamanata”, koju su osvojili svi prethodni Bankovi hoteli. Drugi deo plana je da nameste mašine u kazinu tako da to veče isplate više od 500 miliona američkih dolara, jer u tom slučaju kontrola nad kazinom mora biti predata komisiji za kockanje. Međutim, zbog jakog obezbeđenja nailaze na neke skoro nepremostive prepreke.

## Uloge
- Džordž Kluni kao Deni Oušn
- Bred Pit kao Rasti Rajan
- Met Dejmon kao Lajnus Kaldvel
- Endi Garsija kao Teri Benedikt
- Don Čidl kao Bešer Tar
- Berni Mek kao Frenk Katon
- Kejsi Aflek kao Virdžil Meloj
- Skot Kan kao Turk Maloj
- Edi Džejmison kao Livingston Del
- Šaobo Kin kao Jen
- Karl Rajner kao Saul Blum
- Edi Izard kao Roman Nejgel
- Al Pačino kao Vili Benk
- Elen Barkin kao Ebigejl Sponder
- Vensan Kasel kao Fransoa Tulur

## Budžet i zarada
Budžet za film bio je 85 miliona dolara.

Film je zaradio preko 398 miliona američkih dolara, što je manje nego prvi - 450 miliona i drugi deo trilogije - 435 miliona $.

## Reakcija kritike
Komentari kritike su bili uglavnom pozitivni, što podržava činjenica da je na Roten tomejtousu film dobio 70% od kritike i 75% od publike. Ali bilo je negativnih komentara na račun kompleksnosti filma. Neki su govorili da je jako dopadljiv i duhovit dok je drugima prazan i predvidiv.

## Zanimljivosti
- Ovo je prvi film nakon Kuma III u kojem se zajedno pojavljuju Al Pačino i Endi Garsija.
- Džulija Roberts i Ketrin Zita-Džouns su odbile da igraju u filmu kao sporedne uloge, a scenario nije mogao da se promeni tako da one učestvuju u filmu.
- Deo filma je snimljen u originalnom kazinu Belađu.[6][7]